# 천리안해양관측위성
천리안해양관측위성(Geostationary Ocean Color Imager, GOCI)은 천리안 위성의 해양환경 관측임무를 수행하기 위하여 개발된 탑재체와, 탑재체 운영을 위해 이용되는 본체를 포함한 시스템이다. GOCI는 보통 한국어로 “고씨”라고 발음한다. 이 시스템의 운영은 한국해양과학기술원 해양위성센터에서 담당하고 있다. GOCI의 해색탑재체는 한반도를 중심으로 2500km×2500km 영역의 해양환경을 관측하는 세계 최초의 정지궤도위성 해색탑재체로, 500m×500m의 공간 해상도를 가지고 정지궤도 상에서 7.7년간 한반도 주변 해양 환경을 매일 8회씩 관측한다. 천리안해양관측위성의 해색탑재체는 천리안 위성이라고도 불리는 통신해양기상위성의 세 가지 탑재체 중 하나로 해양관측을 목적으로 한다. 천리안 위성은 2010년 6월 남아메리카의 프랑스령 기아나 쿠루에서 발사되었다.
SeaWiFS(Sea-viewing Wide Field-of-view Sensor), MODIS(Moderate-Resolution Imaging Spectroradiometer) 등의 기존 해양관측위성들이 극궤도에서 운영되는 반면, GOCI는 세계 최초로 정지궤도에서 운영된다는 점에서 큰 의미를 가진다. 천리안해양관측위성은 극궤도 해양관측위성에 비해 해양환경을 실시간으로 관측할 수 있다는 장점을 가지고 있다.

## 비전 및 목표
- 한반도 주변 해양생태계 준실시간 모니터링: 매일 8회 한반도 주변 해양에서 1시간 간격으로 생산되는 관측 자료를 바탕으로 해양환경을 관측하고, 연안 및 주변 해양영토의 환경변화를 실시간으로 모니터링
- 한반도 주변의 어장정보 생산 및 서비스: 천리안해양관측위성에서 생산할 수 있는 해류 벡터 및 해색 등 수산관련 첨단 관측정보를 어민 등 관계자들에게 실시간으로 제공
- 장단기 해양환경 및 기후변화 모니터링: 천리안해양관측위성으로부터 얻어지는 관측 자료를 바탕으로 한반도 주변의 해양생태계를 모니터링
- 해양위성자료의 생산 및 서비스: 천리안해양관측위성에서 매일 주간 8회 생산하는 해양위성 관측자료를 주관운영기관인 한국해양연구원 해양위성센터에서 직수신하여 각종 표준 위성자료를 생산, 저장, 관리, 배포 및 서비스

## 스펙
| 항목          | 스펙                                                    |
| ------------- | ------------------------------------------------------- |
| 센서          | CMOS (2D, 1415×1432 pixels)                             |
| 복사보정      | Solar diffuser & DAMD(Diffuser Aging Monitoring Device) |
| 공간해상도    | 500m×500m                                               |
| 시야각        | 16 slots, 5,300×5,300 Pixels                            |
| 영역          | 2500 km×2500 km                                         |
| 경도          | 128.2°E                                                 |
| 고도          | 35,786 km                                               |
| SNR           | > 1,000                                                 |
| MTF           | > 0.3                                                   |
| 밴드수        | 8개 (6-Visiable, 2-NIR)                                 |
| 스펙트럼 영역 | 400~900 nm                                              |

### 밴드
| 밴드(#) | 중심파장(nm) | 파장대역폭(nm) | 해상도(m2) | 용도                                                   |
| ------- | ------------ | -------------- | ---------- | ------------------------------------------------------ |
| 1       | 412          | 20             | 500        | 황색물질 및 탁도 관측                                  |
| 2       | 443          | 20             | 500        | 클로로필 흡광 최대치 관측                              |
| 3       | 490          | 20             | 500        | 클로로필 및 기타 색소 관측                             |
| 4       | 555          | 20             | 500        | 탁도 및 부유물질 관측                                  |
| 5       | 660          | 20             | 500        | 형광신호, 클로로필, 부유물질 등 관측                   |
| 6       | 680          | 10             | 500        | 대기보정 및 형광신호 관측                              |
| 7       | 745          | 20             | 500        | 대기보정 및 형광신호 산출                              |
| 8       | 865          | 40             | 500        | 에어로졸의 광학적 두께, 식생지수, 해상의 수증기량 계산 |

## 참고 문헌
1. 조성익, 안유환, 유주형, 강금실, 윤형식, “정지궤도 해색탑재체(GOCI)의 개발,” 대한원격탐사학회지, 26권, 2호, pp. 157~165, 2010

## 같이 보기
- 해양탐사
- 정지 궤도